# Voltige en parapente
 (septembre 2019).
Si vous disposez d'ouvrages ou d'articles de référence ou si vous connaissez des sites web de qualité traitant du thème abordé ici, merci de compléter l'article en donnant les références utiles à sa vérifiabilité et en les liant à la section « Notes et références ».

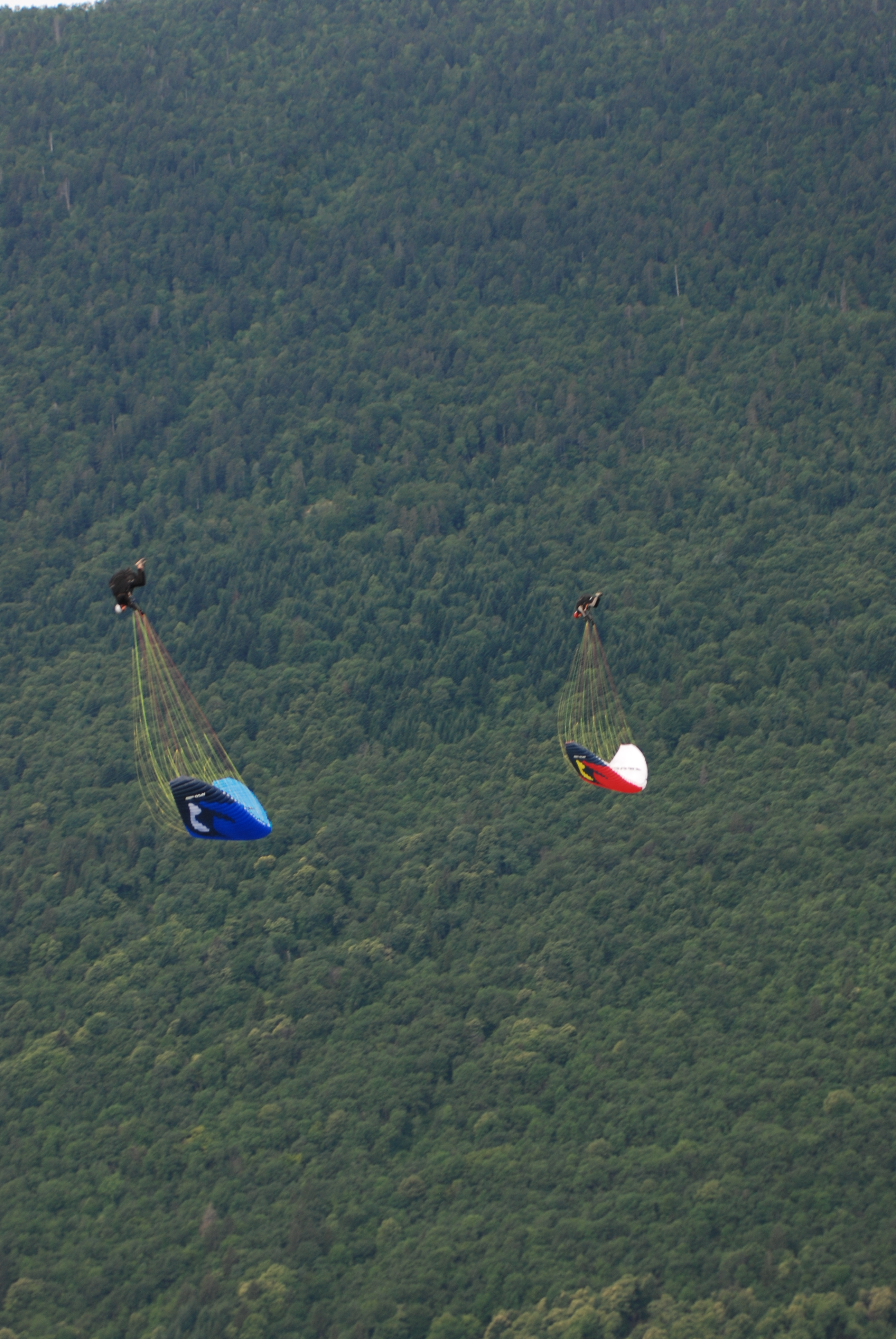
Infinitys réalisés par Pàl Takats et Gabor Kesi en synchro, lors de l'Acrolac 2007.

La voltige en parapente, parfois désignée parmi les pilotes sous le terme d'« acro », pour acrobatie, est une forme de vol en parapente, au cours de laquelle les pilotes sont amenés à effectuer des manœuvres inhabituelles aux limites du domaine de vol de leurs ailes. Bien que des exercices de voltige très simples soient enseignés en école de vol, le terme de voltige désigne plus communément un ensemble de manœuvres radicales effectuées uniquement par des pilotes très expérimentés.

## Une définition de la voltige
La voltige, toutes disciplines confondues, est un « ensemble de manœuvres inhabituelles au pilotage d'un aéronef qui fait l'objet d'un apprentissage particulier ». En parapente, on parlera de voltige lorsque le pilote effectuera volontairement une série d'actions qui aura pour conséquence d'amener son aile aux limites de son domaine de vol ; lorsque le résultat implique une portance ou une vitesse air très réduite, une fermeture partielle de l'aile, un roulis ou un tangage hors du commun.

## Les exercices d'école

### 360
Virages maintenus d'un côté. Le pilote tourne de plus en plus vite en plongeant vers le bas jusqu'à avoir sa voile face au sol ou « face planète ». Une méthode de descente qui permet d'atteindre les 20 m/s, soit une vitesse de descente verticale de l'ordre de 70 km/h. Cela peut servir, par exemple, lorsqu'un pilote s'est laissé piéger et n'arrive plus à descendre (gros nuage convectif type cumulus bourgeonnant ou cumulonimbus), ce qui ne devrait pas arriver si le pilote analyse correctement les conditions météorologiques (voir aussi faire les « B »)
En raison de la grande force centrifuge exercée sur le pilote, ce dernier peut perdre connaissance en raison d'une trop faible irrigation du cerveau (voile noir).
Une variante est le 360 aux « oreilles », qui garde un taux de chute important sans centrifuger autant.

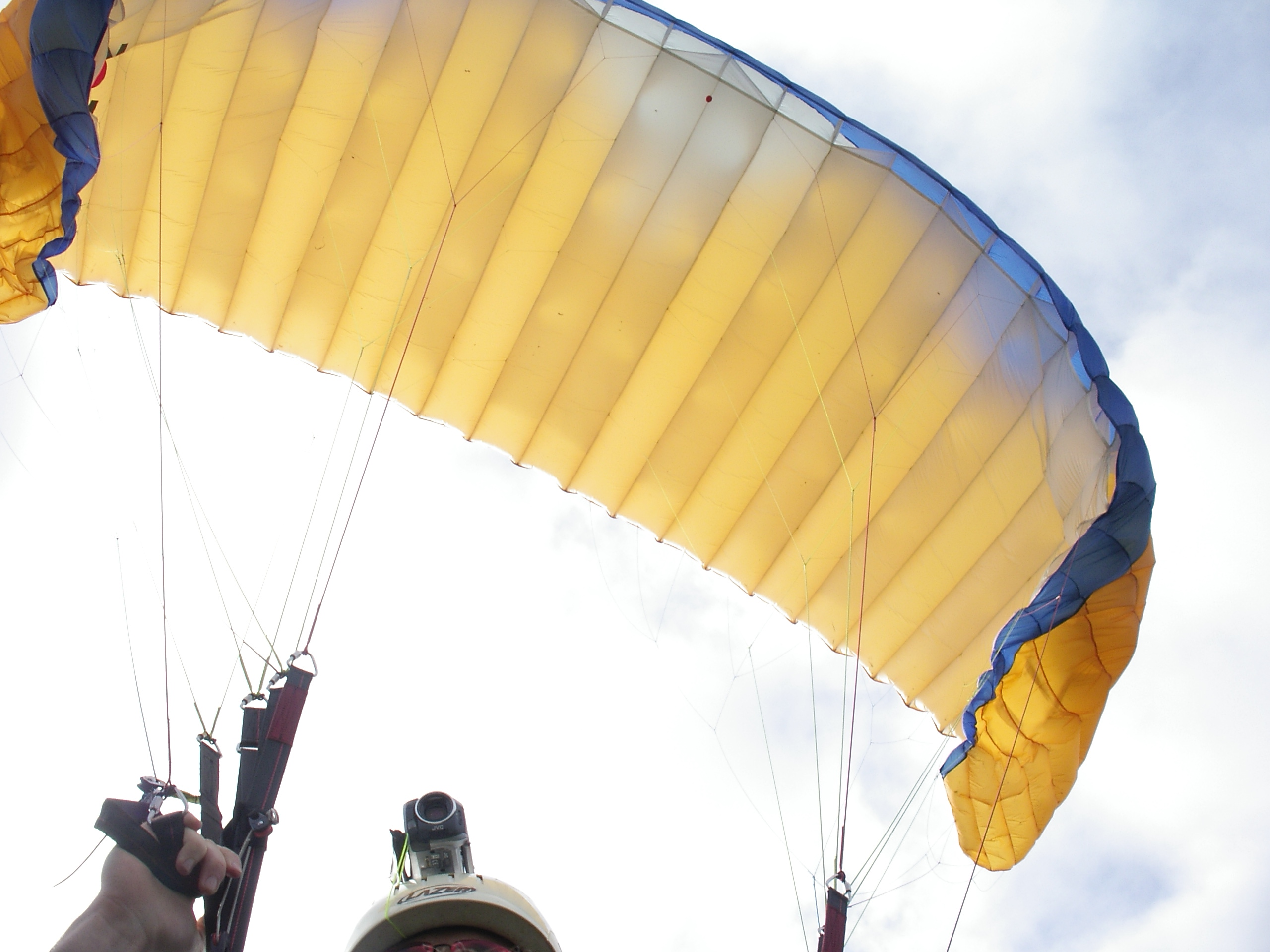
Oreilles.

### Faire les «oreilles»
En tirant les deux suspentes avant (« A ») latérales reliées à chaque extrémité de l'aile, on diminue la surface portante. Les deux bouts d'aile se dégonflent et pendent vers l'arrière. La vitesse horizontale reste sensiblement la même mais le taux de chute augmente légèrement, en restant de l'ordre de quelques m/s. Les freins, durant cette manœuvre, ne sont plus d'aucune utilité, puisqu'ils agissent sur les suspentes arrières des bouts d'aile, qui flottent au vent : pour effectuer des virages, on n'a alors plus que la possibilité de piloter via la sellette. Cette manœuvre a été considérée comme bénigne et enseignée dès les premiers vols en école, comme moyen de descente accélérée. Néanmoins, un certain nombre d'accidents graves ont mis en jeu des décrochages près du sol dans cette configuration : du fait de l'augmentation de l'incidence, il convient d'être particulièrement prudent, notamment en turbulences et près du relief. L'utilisation de l'accélérateur peut reculer ce risque de décrochage, et accroit également le taux de chute.

### Faire les «B»
En tirant les élévateurs B (ceux qui relient le milieu du profil à la sellette), on casse le profil du parapente en créant un décrochage stabilisé ou « parachutale aux B ». La vitesse horizontale devient nulle et le taux de chute augmente fortement, de l'ordre de 8 à 10 m/s. La sortie reste apparentée à celle d'un décrochage, et peut demander une certaine maîtrise de l'abattée, selon les ailes. Cette manœuvre de descente rapide est quelque peu tombée en désuétude. Bien moins efficace qu'une spirale engagée (360°), bien moins stable que des grandes oreilles, qui font partie du domaine de vol, le décrochage aux B est hors domaine de vol. Il peut y avoir, lors de la sortie, des phénomènes parasites de parachutale nécessitant une traction sur les élévateurs avant ou une pression sur l'accélérateur à pied. Cette technique n'a d'intérêt que pour les personnes qui ne supportent pas la centrifugation ou bien dans un cadre pédagogique : lors de stages de simulation d'incident de vol (SIV), cette manœuvre est abordée avant le décrochage total, permettant au pilote de ressentir le départ vers l'arrière de la voile.
Autrefois un standard des techniques du pilote, cette manœuvre est de plus en plus souvent déconseillée par les fabricants pour des problèmes d'usure de la structure de l'aile et pour les problèmes liés à la sortie.

### Wings-sellette
Le pilote se penche alternativement de chaque côté dans sa sellette en rythme pour créer et amplifier le roulis de son aile. Réalisé symétriquement, le cap est conservé.

## Les figures
Les figures suivantes font partie de la voltige à proprement parler, et sont à réserver aux experts. Les wing over peuvent constituer les rudiments de la voltige, mais doivent être abordés avec un bagage technique très important. Une fois parfaitement maîtrisés, ils peuvent permettre d'aller plus loin.

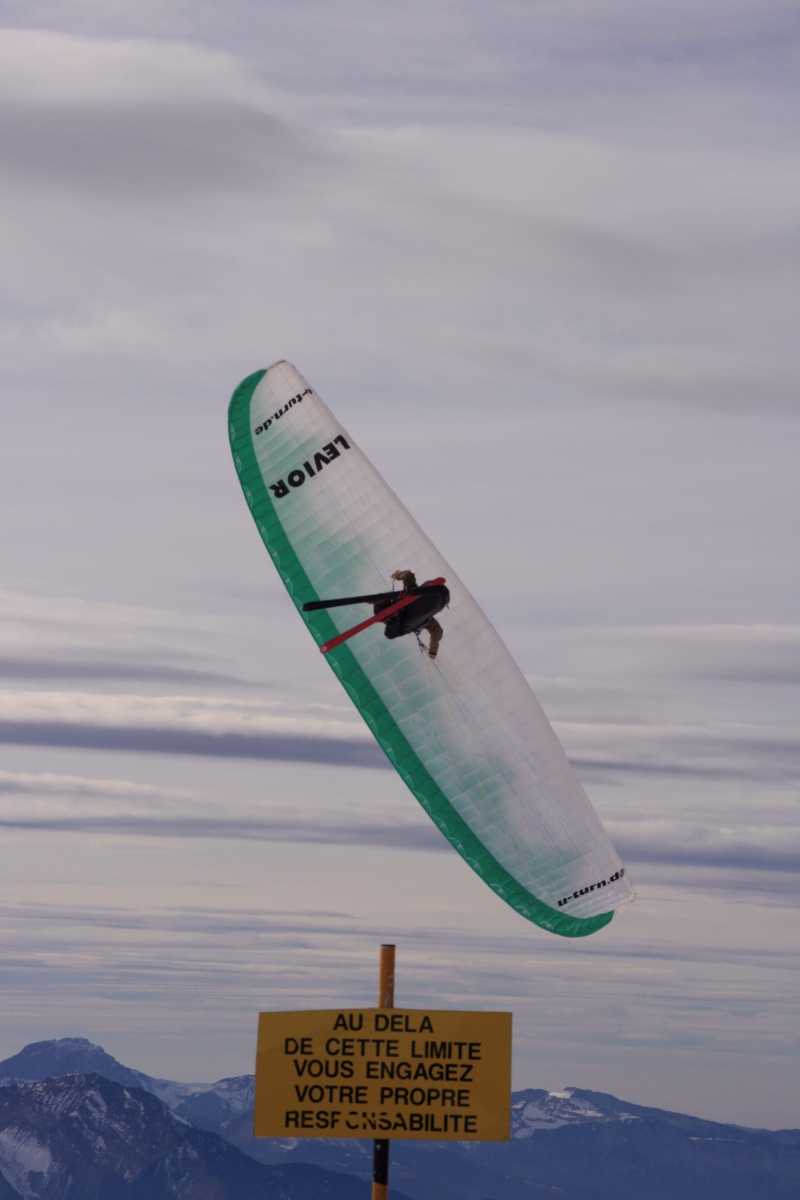
En hiver, skis chaussés pour décoller et atterrir sur neige : Wagas au-dessus des Contamines-Montjoie.
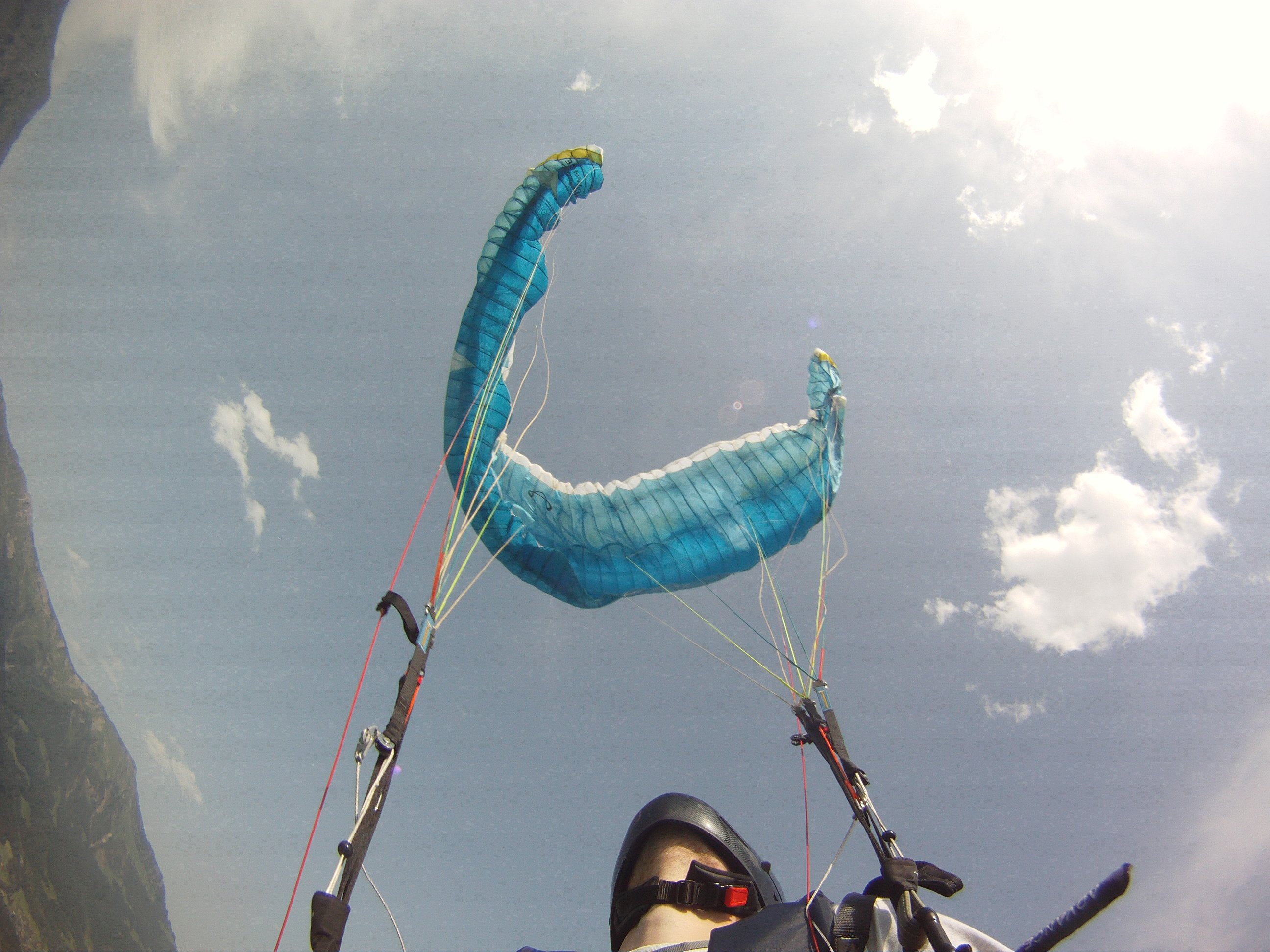
Décrochage.
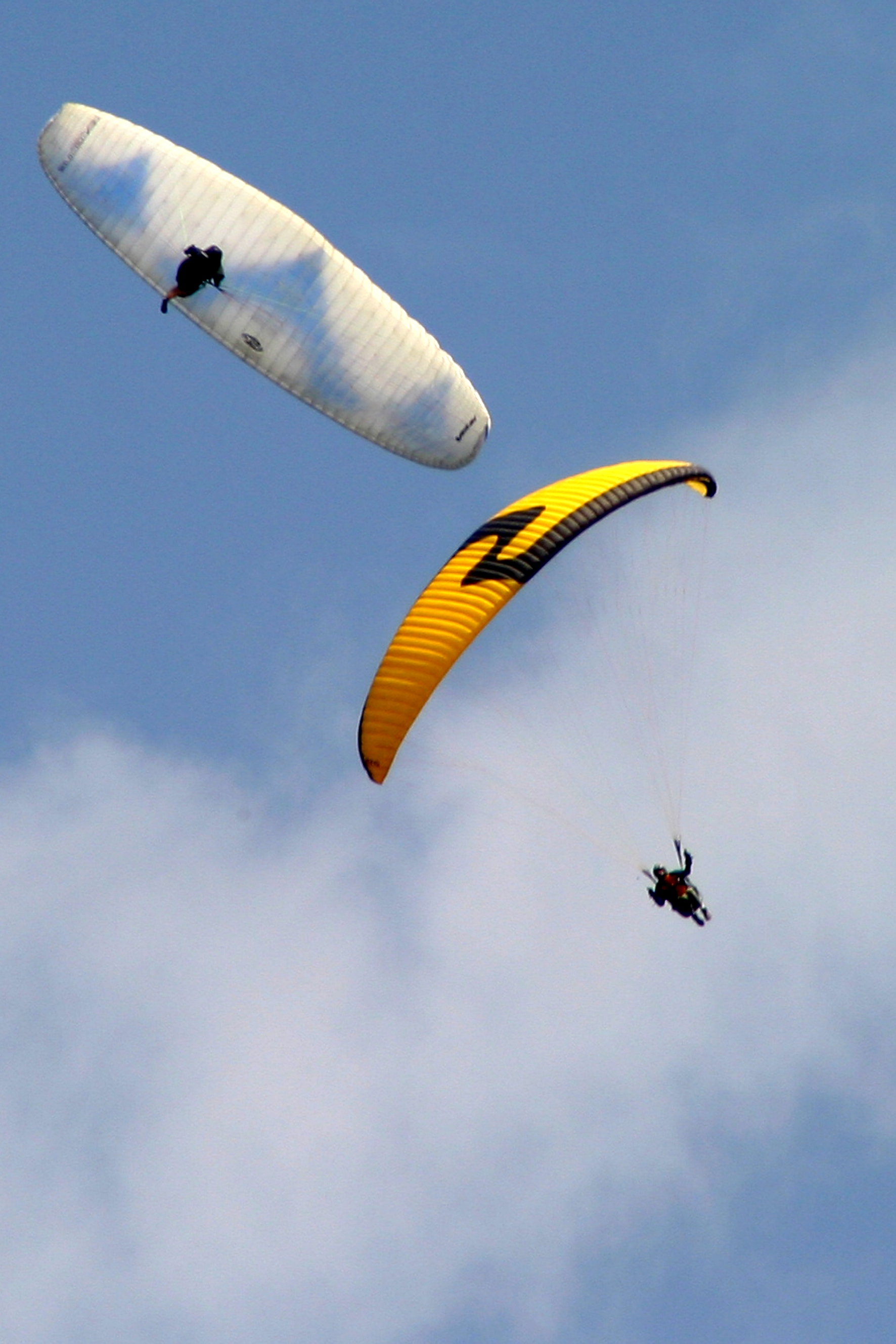
Spirale synchro durant l'Acrolac 2007.
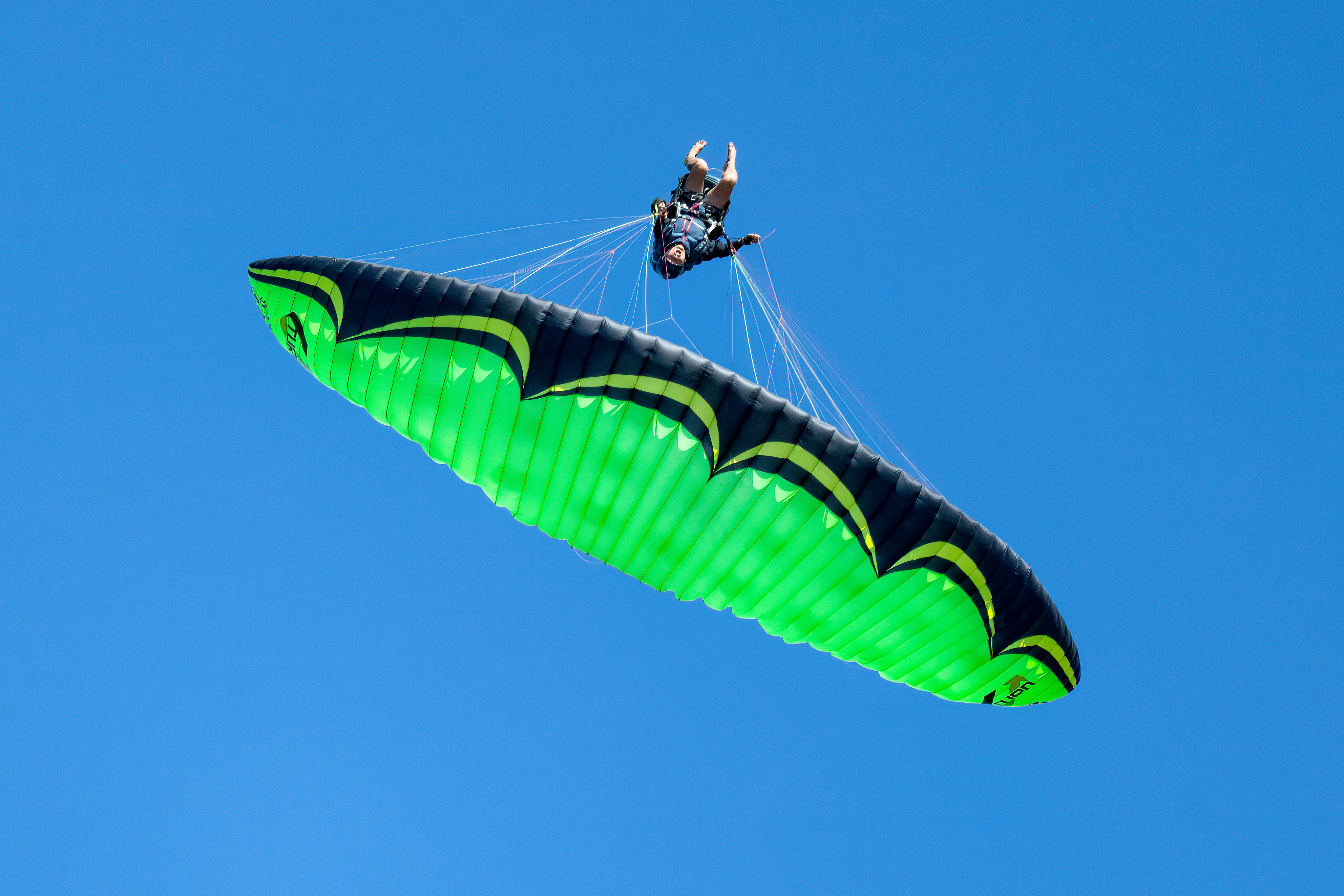
Figure de voltige Infinity Tumbling. Aout 2022.

Wing over ou virages cadencés : série de virages plus ou moins forts alternés de chaque côté, principalement en roulis mais aussi en tangage et lacet. Cette série de virages peut permettre au pilote qui en gère bien le cadencement et l'amplitude de passer temporairement à la verticale au-dessus de son aile.
Décrochage : lorsque le pilote freine excessivement son aile (volontairement ou non), l'écoulement de l'air autour du profil du parapente n'est plus laminaire et l'aile ne vole plus (portance nulle). La sortie en est particulièrement délicate pour le profane. Le décrochage en voltige est dit « dynamique » quand, le pilote effectue une prise de vitesse avant de décrocher son aile afin de rendre la manœuvre plus spectaculaire. Cela a pour effet de déconstruire la voile très rapidement et de manière très dynamique, tout en faisant effectuer une ressource au pilote.
360 asymétriques : série de spirales enchaînées du même côté. Durant chaque tour de spirale, le pilote module l'inclinaison de la spirale à l'aide de la commande interne au virage. Cela lui permet, grâce à l'énergie accumulée, de passer temporairement au-dessus de son aile.
Looping, appelé aussi inversion ou tonneau barriqué : manœuvre découlant de l'inversion de virage durant une série de « 360° asymétrique ». Toute l'énergie accumulée par le pilote durant sa série de virages est restituée du côté opposé et envoie le pilote par-dessus son aile.
Sat : manœuvre (inventée par le Safe Acro Team, en 1999) au cours de laquelle la voile et le pilote tournent en sens inverse. La voile tourne en marche avant tandis que le pilote tourne en marche arrière. Le centre de rotation est situé entre la voile et le pilote. Ce dernier peut la mettre en coconut, ce qui consiste à freiner l'aile en fin de rotation pour transformer une Sat en hélico, soit dans le jargon parapentiste : une sat to hélico.
Sat asymétrique : sat désaxée. La rotation s'effectue ici selon un axe plus ou moins incliné.
Sat rythmique : sat to tumbling. identique à une sat, mis à part que le pilote cadence la rotation de son aile à la commande, ce qui a pour effet de désaxer l'aile, et de la faire plonger un peu plus à chaque tour. Il passe alors de la sat à l'infinity tumbling.
Sat anti-rythmique : tumbling to sat. Consiste à cadencer inversement par rapport à la sat rythmique, ce qui permet de sortir d'un configuration de tumbling par une sat.
Esfera : sat to Infinite to sat. Départ en sat, la sat est rythmée jusqu'à obtenir un infinite tumbling, puis anti-rythmée pour sortir par une sat de sens inverse à l'entrée
Vrille : Manœuvre à la suite d'un incident de vol où la voile est en rotation autour d'un axe vertical (lacet). Cette configuration s'obtient en faisant décrocher un côté de l'aile (par un freinage important et maintenu d'une des commandes).
Hélicoptère : figure d'acrobatie (voltige) pendant laquelle le pilote maintient la rotation de son aile autour d'un axe vertical. Cette fois-ci, la partie décrochée est maintenue en parachutale stabilisée, avec son profil encore à peu près gonflé, alors que dans la vrille la partie interne décroche franchement avec un aspect caractéristique de serpillière et de forts mouvements en tangage de cette demi-aile. L'hélicoptère est une figure de voltige alors que la vrille est plus un incident de vol.
Twister : manœuvre consistant à enchaîner deux manœuvres hélicoptère de sens de rotation opposés sans passer par une phase de vol. Toute la difficulté réside dans le fait de stabiliser la voile en phase parachutale avant d'engager l'hélicoptère du côté opposé.
Mac twist : manœuvre consistant à faire effectuer à la voile une vrille dynamique autour d'un axe horizontal après un virage de prise d'élan.
Marche arrière : consiste à maintenir la voile en marche arrière après un décrochage. Les mains remontent progressivement les commandes pour reconstruire la voile. Dans cette phase instable, la voile tend à osciller et vouloir revoler en marche avant (on parle de « porte de sortie »).
Marche arrière de sécurité : marche arrière dans laquelle la voile trouve un comportement suffisamment stable pour permettre par exemple des virages à la sellette.
Misty flip : manœuvre, inventée en 2002, que l'on pourrait définir comme « un mac twist parfait ». Mac twist relativement lent dont la sortie s'effectue par une abattée de voile et non pas par une phase de décrochage. Il existe une variante à cette figure, toutefois peu exécutée, qui se nomme le switch misty ou misty twist, qui consiste à effectuer un demi-tour sous l'aile avant d'effectuer le misty. Le pilote se retrouve alors en marche arrière sous sa voile, avec les suspentes torsadées. Ainsi, le premier demi-tour de l'aile durant le misty s'effectue « sans le pilote ». Le X-chopper (officiellement ass-chopper) est une variante où les suspentes sont torsadées dans l'autre sens.
Tumbling : manœuvre déclinée de la manœuvre « sat » pendant laquelle le pilote passe au-dessus de son aile. L'axe de rotation aile-pilote est alors horizontal. Visuellement c'est un looping par l'avant (souvent double, parfois plus).
Infinity : manœuvre déclinée du tumbling. Même chose que le tumbling sauf que le pilote passe plusieurs fois au-dessus de son aile. La difficulté est de relancer l'aile pour ne pas perdre d'énergie pendant la manœuvre. (cf record du monde du nombre d'infinity tumbling).
Booster : tumbling contrôlé pour ne faire qu'un seul tour.
Cowboy : enchaînement d'un misty vers une sat puis un hélico
Joker : booster puis sat puis hélico
Wagas : évolutions près du sol, mettant généralement en jeu des wing over ou des variantes de l'hélicoptère (comme le posé mac twist où le tour d'hélicoptère intervient après une ressource très près du sol, la deuxième moitié de l'hélicoptère s'effectuant avec les pieds au sol) assorties de posés de main, et aussi des phases de tractions où le parapente est utilisé comme un cerf-volant avec les pieds au sol... La dune du Pyla reste un lieu de choix pour cette pratique, le sable fin pardonnant nombre de petites erreurs.

## Les figures synchronisées
Spirale synchro : manœuvre effectué par un duo de parapentiste, qui consiste à se tourner autour en effectuant des 360 plus ou moins engagés et asymétriques. Les deux ailes effectuent ainsi une trajectoire en hélice verticale, parfaitement visible lorsque les pilotes sont munis de fumigènes. Lors de cette manœuvre il peut arriver que les extrados des deux ailes entrent en contact, ce qui est souvent recherché par les pilotes.
Rodéo sat : manœuvre similaire à la spirale synchro. Toutefois, l'un des deux pilotes effectue ici une sat pendant que l'autre lui tourne autour à une distance souvent réduite. Cette figure peut aussi être effectuée en « rodéo hélico ». Le pilote du centre effectuant alors un hélicoptère. Là aussi les deux ailes peuvent entrer en contact mais ce sera le bord d'attaque de l'aile extérieure qui viendra toucher le stabilo de l'aile effectuant l'hélicoptère. Une autre variante plus récente encore voit le pilote du centre effectuer un infinity.
Molineti : manœuvre inventée par les frères Rodriguez en 2001. Deux pilotes commencent à dauphiner amplement l'un à côté de l'autre et cherchent un rythme opposé. Pendant que l'un monte, l'autre descend et ainsi de suite. Une fois qu'il y a suffisamment de différence en énergie et hauteur entre les deux pilotes, ils se recentrent l'un par rapport à l'autre et continuent le mouvement en étant alignés de telle façon qu'ils passent l'un au-dessus de l'autre.

## Les figures «twistés»
La voltige a évolué durant ces dernières années vers l'exécution de l'ensemble des figures « twistées » c'est-à-dire que le pilote effectue un demi-tour sur lui-même avant ou durant la figure il se retrouve alors avec ses élévateurs croisés. Les figures twistés servent aujourd'hui à départager l'élite mondiale de la voltige et ont été intégrées aux compétitions durant la saison 2014. Deux Français ont participé à l'élaboration et à l'invention d'un grand nombre de figures twistés. Théo de Blic a été le premier a réaliser les premières sat rythmique twisté ainsi que les premiers infinity tumbling twistés, tandis que Tim Alongi a inventé le cab slide et réalisé les premiers tumbling twistés. Quelques figures twistés existaient avant ces deux pilotes mais ils ont révolutionné la voltige en incluant le twist dans les figures les plus radicales.
Toutes les figures peuvent être réalisées twistés voici cependant quelques exemples emblématiques :
Infinity tumbling : le pilote choisis de rentrer dans une sat rythmique en se twistant avant la sat et en rythmant twisté. Il peut aussi se twister et rentrer dans un tumbling.
Cab slide : le pilote choisi de se twister durant un Infinit tumbling, il se retrouve alors twisté et peut soit sortir twisté de sa figure ou alors sortir à partir d'une anti-rythmique twisté.
Décrochage : Le pilote se twist avant son décrochage puis décroche son aile. Il peut alors choisir de sortir twisté ou en « détwistant ».

## Les Figures «New-school»
Les figures « New-school » ont toutes été inventées par Pal Takats durant l'année 2010-2011.
Esfera : consiste à effectuer une sat, basculer progressivement sur une sat rythmique puis un infinity avant de repasser en sat (dans une direction opposée à la première).
Joker : booster + sat + hélico
Cowboy : mysty flip + X-chopper + sat + hélico
Bull-ride : mysty flip / X-chopper + tumbling + hélico